# Dusona laticincta
Dusona laticincta là một loài tò vò trong họ Ichneumonidae.